# Truquiella
Truquiella é um género de coleópteros da família Erotylidae.